# Strebla mirabilis
Strebla mirabilis är en tvåvingeart som först beskrevs av Waterhouse 1879.  Strebla mirabilis ingår i släktet Strebla och familjen lusflugor. Inga underarter finns listade i Catalogue of Life.